# Lathyrism
Ett förgiftningssjukdom orsakat av lathyrogener. Dessa ämnen finns i arter av vialsläktet där bland andra luktärt ingår. Tidiga symtom svaghet i benen och kraftiga kramper. Senare kan total förlamning uppstå.
Lathyrism är en av de äldsta neurotoxiska sjukdomarna vi känner till. En gång i tiden förekom sjukdomen i såväl Europa som Nordafrika, Mellanöstern och delar av Fjärran Östern, men idag är den begränsad till Bangladesh, Etiopien och Indien.
Sjukdomen är vanligtvis icke-progressiv men inte omvändbar. Tolperison, en central muxelavslappnare, har visat sig kunna ge lindring av spasticiteten hos patienter med neurolatyrism.
För att förebygga sjukdomen kan frön från de växter som innehåller lathyrogener kokas i varmt vatten, rostas eller blötläggas natten före tillagning, då dessa metoder kan avlägsna 80-90 procent eller mer av toxinerna.